# A kétség lazaca
A kétség lazaca (alcíme: Egy utolsó stoppolás a galaxisban; eredeti címe: 8The Salmon of Doubt)

„...annak a regénynek tíz fejezetét tartalmazza, amelyen Douglas Adams 2001. májusi halála előtt dolgozott, emellett pedig egy lenyűgöző gyűjtemény, amely az imádott Macintosh számítógépéről lementett anyagokból áll.”

Az eredeti könyv a Dirk Gently sorozat harmadik része lett volna, de nem lett befejezve. A kiadott könyv Adams különféle témájú írásain kívül (amelyek nagy része megtalálható Adams saját honlapján) tartalmazza azt az Útikalauz-novellát is, ami eredetileg az Útikalauz-könyvek összegyűjtött kiadása mellé járt (magyarul a Möbius kiadású „Viszlát, és kösz a halakat”-ban jelent meg). A magyar kiadás a Gabo kiadó gondozásában, Gedeon Béla fordításában jelent meg 2002-ben.

## Magyarul
- A kétség lazaca. Egy utolsó stoppolás a Galaxisban; ford. Gedeon Béla; Gabo, Bp., 2002